# Халифа, Миа
Ми́а Хали́фа (англ. Mia Khalifa; род. 10 февраля 1993, Бейрут, Ливан), также известна как Миа Каллиста (англ. Mia Callista), — американская активистка, вебкам-модель, спортивный комментатор, ютубер, стример и бывшая порноактриса ливанского происхождения.
Карьера Халифы в порно была недолгой, продолжалась в 2014—2015 годах (3 месяца). С 2016 года по текущее время занимается активистскими движениями.

## Биография
Родилась 10 февраля 1993 года в столице Ливана Бейруте в семье ливанских католиков-маронитов.
В 2000 году семья Мии перебралась в США. Ещё подростком она обосновалась в округе Монтгомери штата Мэриленд и поступила в Northwest High School; в школе играла в лякросс. Затем она окончила Техасский университет в Эль-Пасо со степенью бакалавра искусств в области истории. Работала в баре, занималась модельным съёмками; также снималась в испаноязычной программе, схожей по формату с Deal or No Deal (выносила чемодан с деньгами).

### Карьера в порноиндустрии
Халифа начала свою карьеру в порноиндустрии в октябре 2014 года. До этого она работала в ресторане быстрого питания сети Whataburger, где и получила предложение от одного из посетителей сниматься в порнофильмах. Уже 28 декабря того же года она стала порнозвездой № 1 в рейтинге крупного портала Pornhub, потеснив порноактрису Лизу Энн.
Хоть Миа иногда и выступает в образе мусульманки, она родилась в католической семье (христиане составляют до половины населения Ливана) и не идентифицирует себя как мусульманку. Несмотря на это, некоторые СМИ (Salon) поспешили назвать её в своих публикациях «мусульманкой», а Ливан — «одной из самых мусульманских стран» (ТСН).
С 1,5 млн просмотров Миа Халифа стала самой востребованной порноактрисой на сайте Pornhub. По данным этого сайта, с 3 по 6 января 2015 года количество поисковых запросов выросло в пять раз. Около четверти из этих запросов были сделаны из Ливана. Существенная доля запросов пришлась на близлежащие Сирию и Иорданию. Согласно статистике сайта на 30 сентября 2015 года, Миа Халифа находится на третьем месте по поисковым запросам и среди пользователей ОС Android, и среди обладателей устройств на iOS, незначительно уступая Лизе Энн и Ким Кардашьян.
По итогам 2015 года Миа Халифа сумела подняться на 197 позиций в рейтинге Pornhub по поисковым запросам и заняла 2-е место, обогнав Лизу Энн, но уступив Ким Кардашьян. По сравнению с прошлым годом её стали искать на 2129 % больше (3-е место рейтинге). В январе 2015 года Халифа заключила контракт с компанией, дочерним предприятием которого был Bang Bros, о съёмках в фильмах ежемесячно, но через две недели разорвала контракт и была вынуждена прекратить съёмки насовсем, опасаясь за дружбу со многими людьми и за отношения с родителями. В июле 2016 года в интервью The Washington Post Миа рассказала, что за всю карьеру снималась всего три месяца, что считала проявлением «ребячества», от которого позже избавилась. Тем не менее в мае она всё ещё показывала приватные шоу на разных сайтах. В январе 2017 года, по данным сайта xHamster, Миа Халифа всё ещё считалась лидером по поисковым запросам; в 2018 году она удерживала 2-е место на PornHub.
В интервью от августа 2019 года Миа заявила, что за съёмки заработала всего 12 тысяч долларов США, а от крупных сайтов никаких вознаграждений не получала. В ответ на это заявление руководство компании BangBros направило актрисе письмо с требованием прекратить жаловаться на плохую оплату и сообщило о том, что сотрудничество со студией принесло Халифе гонораров на сумму не менее 178 тысяч долларов.

### После ухода из порносъёмок

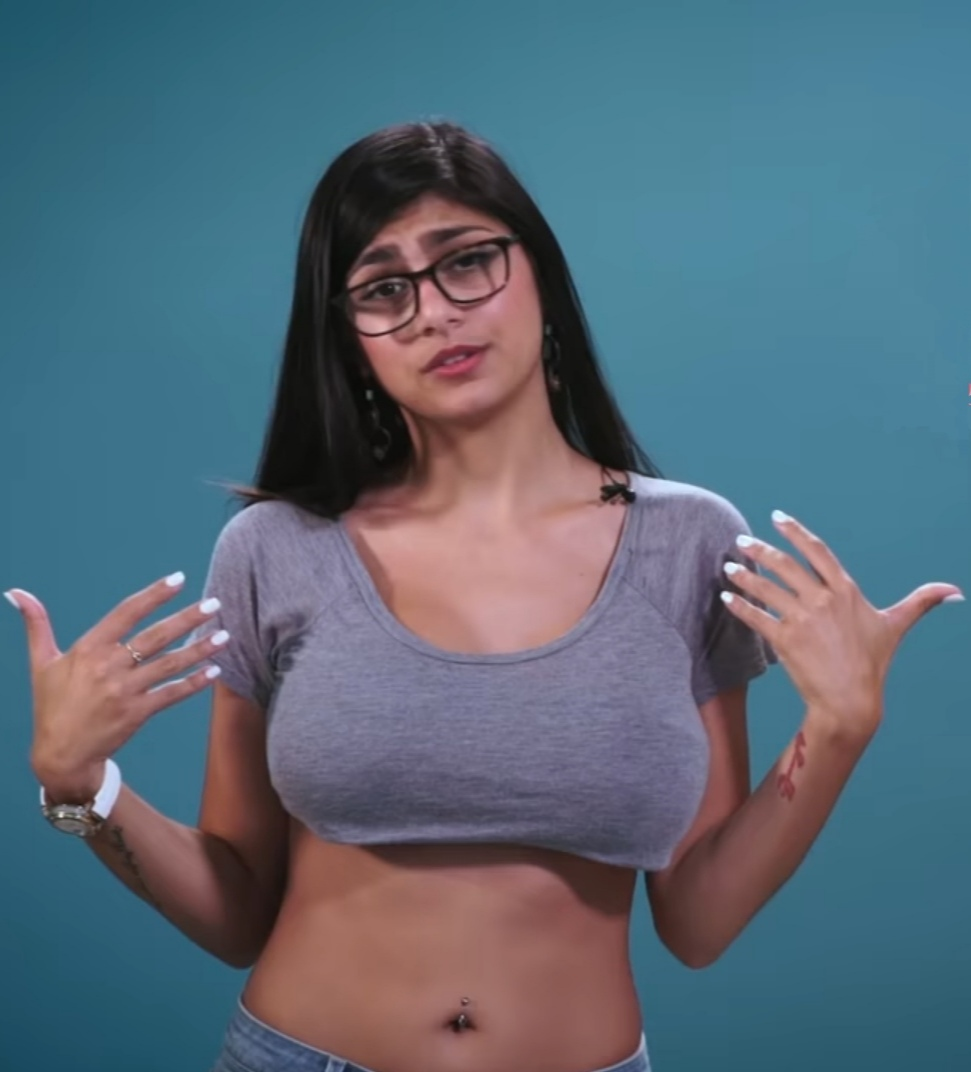
Миа Халифа в 2016 году

После прекращения съёмок Миа Халифа стала работать в Майами паралегалом и бухгалтером, но затем снова попала в поле зрения СМИ. Она является владельцем собственного канала на YouTube, ведёт стримы на Twitch, продаёт эксклюзивные наборы фотографий и видеозаписи через порталы Patreon и Findrow, а также освещает спортивные события для разных телеканалов (в том числе ESPN). Совместно с Гилбертом Аринасом вела ежедневное спортивное шоу Out of Bounds на канале Complex News на YouTube (октябрь 2017 — февраль 2018). С 16 июля по 30 октября 2018 года с Тайлером Коу вела шоу SportsBall на RoosterTeeth.. В 2019 году в передаче HARDtalk на BBC снова раскритиковала порноиндустрию, обвинив производителей в нарушении неприкосновенности частной жизни.

## Критика
Деятельность Мии Халифы была встречена резкой критикой на Ближнем Востоке, где её обвинили в опозоривании себя и своей страны. Родители Мии прекратили общаться с ней из-за выбора её профессии. Они отмежевались от поступков дочери и заявили, что её приход в порноиндустрию стал следствием проживания в другой стране с иной культурой, чем у них, и что её действия не отражают её воспитания.
В нескольких порнофильмах Халифа снялась одетой в хиджаб. Многие посчитали это оскорбительным, а некоторые даже стали угрожать ей смертью. В интервью газете The Washington Post она оправдывалась тем, что данная спорная сцена была сатирой и к ней не надо было относиться слишком серьёзно, также она отметила, что любой голливудский фильм показывает мусульман в гораздо более негативном свете, чем создатели порнографии.
Халифа неоднократно высказывалась в поддержку Государства Палестина и обвиняла Израиль в насилии в отношении палестинцев. Несколько её резких высказываний, сделанных в адрес властей Израиля в мае 2021 года, вызвали большой резонанс в соцсетях. В октябре 2023 Халифа выступила в поддержку Палестины в день атаки ХАМАС на Израиль, призвав её освободить. Playboy разорвал отношения с Халифой. «Миа сделала несколько отвратительных комментариев, празднуя атаку ХАМАС и убийство ни в чем не повинных женщин, мужчин и детей», — заявили в Плейбое. Весь контент и канал Халифы удалили с платформы. Комментируя бан в «Плейбое», Халифа заявила, что поддержка Палестины стоила ей дохода. Но в этом виновата только она сама — потому что «пошла в бизнес с сионистами».

## Фильмография
- 2014 — Xtra 15
- 2014 — She’s Lovin' It and Havin' It Her Way
- 2014 — Put It Between My Tits
- 2014 — Mia Khalifa Is Cumming For Dinner
- 2014 — Meet the Busty Girl Who Works At the Hamburger Joint
- 2014 — Her First Porno She Made
- 2014 — Head Shot
- 2014 — Double D Poolside Fuck
- 2014 — Busty Pre-Game Warm-Up Show
- 2014 — Body Made For Sex
- 2014 — Big Tit Brunette Loves Hard Cock
- 2015 — Tony Rubino’s Let’s Make A Sex Tape
- 2015 — Temporary Dates 2
- 2015 — Pounding Mia Khalifa
- 2015 — Mia’s Video Game Night
- 2015 — Mia Khalifa’s First Monster Cock Threesome
- 2015 — Mia Khalifa Takes on Big QB Dick
- 2015 — Mia Khalifa Means Business
- 2015 — Mia Khalifa Is Back and Ready for Black Dick
- 2015 — Mia Khalifa and Her 34DDDs
- 2015 — Mia Khalifa
- 2015 — Mia K Gives the Gilfriend Experience
- 2015 — Graduating Summa Cum Loud
- 2015 — Busty and Petite Mia Khalifa
- 2015 — Blow Job MVP Award Winner
- 2015 — Big Tit Cream Pie 31
- 2015 — Stepmom Videos 9
- 2016 — Mia Khalifa 1
- 2016 — Mia Khalifa 2
- 2016 — Mia Khalifa 3
- 2017 — Mia Khalifa Loves to Suck Dick
- 2017 — Mia Khalifa is Back and Hotter Than Ever
- 2018 — World of BangBros: Mia Khalifa Blackout 1
- 2018 — Score Xtra Hardcut 6
- 2018 — Mia Khalifa Birthday Surprise
- 2018 — Bang Bros Invasion 22
- 2019 — AmmoniaSport: Mia Khalifa tackles Steve Smith
- 2019 — Girls of Bang Bros 81: Julianna Vega
- 2020 — Рами — камео (эпизод Miakhalifa.mov)
- 2020 — Hard Score Hard Cut 16

## Личная жизнь
Вскоре после 18-летия, в феврале 2011 года Миа Халифа вышла замуж за американца. В настоящее время она живёт в Майами (штат Флорида). Развелась со своим мужем в 2016 году. В марте 2019 года была помолвлена со шведским поваром Робертом Сандбергом, в июне 2020 года в связи с пандемией COVID-19 они сыграли дома свадьбу. В 2021 пара рассталась. 
Является болельщицей клуба НХЛ «Вашингтон Кэпиталз» и Александра Овечкина (присутствовала на одном из матчей, в ходе которого шайба угодила ей в грудь и разрушила силиконовый имплантат), а также футбольного клуба АПЛ «Вест Хэм Юнайтед» (Миа объясняет это тем, что предпочитает поддерживать аутсайдеров в любых встречах).